# Districtul Ózd
Ózd (în maghiară Ózdi járás) este un district în județul Borsod-Abaúj-Zemplén, Ungaria.
Districtul are o suprafață de 385,57 km2 și o populație de 54.527 locuitori (2013).